# Àngel Pons
Àngel Pons i López (Maçanet de la Selva, provincia de Gerona, 2 de marzo de 1982) es un periodista y presentador español.

## Trayectoria profesional
Es licenciado en Periodismo por la Universidad Carlos III de Madrid (2000-2002) y por la Facultad de Ciencias de la Comunicación de la Universidad de Barcelona (2002-2004). 
Comenzó su trayectoria en 1997 a los 14 años de edad, en TV Maçanet, la televisión de su pueblo natal, donde fue reportero del departamento de Deportes (1997) y director y presentador de dicho departamento (2000-2002). En 2001 alternó sus funciones en TV Maçanet con la dirección y presentación del programa Tot Maçanet en Parla. Dos años después, en 2003, fue director y presentador de los Servicios Informativos de la cadena hasta 2004. En 1998 fue además, redactor de deportes en la revista Reverenda.
Finalizada su etapa en Reverenda, fue el narrador de los partidos del Getafe C. F. en el programa de OMC Radio, OMC Deportes, entre septiembre de 2000 y junio de 2011. Al mismo tiempo, entre junio y septiembre de 2001, fue redactor en la agencia de publicidad Ogilvy Bassat, donde se encargaba de la redacción de notas y dossieres de prensa, así como de la elaboración de informes de cobertura de prensa. Después, entre julio de 2001 y septiembre de 2002, trabajó en Ona Catalana como redactor y locutor de noticias para los Informativos en la delegación de Gerona.
Al año siguiente, en enero de 2002, empezó a trabajar en el Diari de Girona, donde permaneció hasta marzo de 2005, siendo redactor del área de Sociedad del periódico. Compaginándolo con su actividad periodística, entre 2003 y 2017, fue actor de teatro en las compañías "7'd'làtex" y "El Ciervo Teatro". Con la compañía "7'de'látex" de Gerona, actuó en la 23.ª Feria Internacional de Teatro de Tárrega (Lérida), dentro de la programación oficial. Y desde 2004 es presentador de eventos. Al mismo tiempo, entre junio y septiembre de 2004, trabajó en la agencia de relaciones públicas Burson-Marsteller, ejerciendo las funciones de redactor de notas y dossieres y encargándose de la elaboración de informes de prensa. Y entre enero y marzo de 2005 fue redactor y presentador de los boletines diarios de Ràdio Flaixbac y Flaix FM que se emitían cada media hora, entre las 7h00 y las 10h00 de la mañana.
En abril de 2005 entró a trabajar en RTVE, en RTVE Cataluña, como redactor de Política en los Informativos de TVE Cataluña, empezando en el programa 135 escons sobre la actualidad del Parlamento de Cataluña y al cabo de un tiempo lo alternó con los informativos, donde finalizó como coordinador de Política en Barcelona. En 2008 y compaginándolo con sus funciones en los Informativos de TVE Cataluña, fue locutor de RNE Cataluña; profesor asociado de la Universidad Autónoma de Barcelona entre septiembre de 2008 y enero de 2010 y entre septiembre de 2009 y marzo de 2010 fue reportero del programa Repor en La 1.
Entre septiembre de 2011 y mayo de 2013, fue el reportero en Cataluña del programa +Gente de La 1. De enero de 2013 a enero de 2022, presenta la Cabalgata de Reyes Magos de Barcelona para TVE Cataluña y ese mismo año fue presentador del acto central "10 años de los incendios", en su pueblo natal, Maçanet de la Selva. Tras finalizar +Gente, entre junio de 2013 y octubre de 2016, fue redactor de Sociedad en los Informativos de TVE Cataluña, siendo en ocasiones reportero en los Telediarios 1.ª (15h00) y 2.ª edición (21h00) y a las 14h00 en L'Informatiu.  Desde 2016 es tutor del seminario internacional sobre Mobile Journalism, organizado por la cátedra del Observatorio para la Innovación de los Informativos en la Sociedad Digital (OI2) y ese mismo año fue presentador de los XXI Premios Zapping a la calidad audiovisual, junto a Montse Busquets.
Entre noviembre de 2016 y julio de 2019, fue redactor del bloque de Deportes del Telediario Matinal y de Los desayunos de TVE. Desde 2017 es profesor de "Presentación en cámara" (asignatura "Presentar de pie") en el Instituto RTVE y entre 2017 y 2019 fue presentador de las galas anuales contra el cáncer de la Fundación Oncolliga en Girona. Al mismo tiempo, en agosto de 2018 fue presentador del Informativo territorial de Madrid. Un año más tarde, en 2019, realizó cameos en Los Lunnis en el Museo del Prado de TVE, que fue premiado con un Premio Iris en 2019 de la Academia de Televisión al Mejor programa infantil y en la serie La caza de La 1, que fue finalista al Premio Iris 2019 de la Academia de Televisión a Mejor serie. En 2019 fue presentador de la presentación del libro "Hija de la Calle" del escritor Manuel Barberá. Además, en el período comprendido entre 2019 y 2021 fue presentador de "La Nit Més Inn" en el Gran Teatro del Liceo de Barcelona.
Finalizada esta etapa, desde septiembre de 2019 a mayo de 2021 fue reportero de España directo y presentador del mismo programa con Ana Ibáñez entre el 10 de mayo de 2021 y el 1 de julio de 2022. Desde 2021 es además, presentador de «Security Forum» en el Centro de Convenciones Internacionales de Barcelona. Tras finalizar España directo, fue presentador de La hora de La 1 entre julio y agosto de 2022 y desde septiembre de 2022 es copresentador de dicho programa; también fue presentador del bloque dedicado a la Vuelta a España en La hora de La 1, en agosto de 2022.
En enero de 2023, presentó la Cabalgata de Reyes Magos de Madrid en La 1 con Marta Solano, tras nueve años haciendo la misma función en la de Barcelona.
Desde enero de 2023, compagina su presencia en La hora de La 1 con la presentación de Noticias 24h del Canal 24 horas los fines de semana por la tarde.

## Premios
En 2000 obtuvo el primer premio de los Premios Universidad de Gerona a trabajos de investigación en Humanidades, Artes y Ciencias Sociales por el trabajo "¿Cómo vender más y mejor?". Y en 2021, recogió el Premio a mejor programa de reporteros de Aquí TV, por España Directo. 